# Jan Huisjes

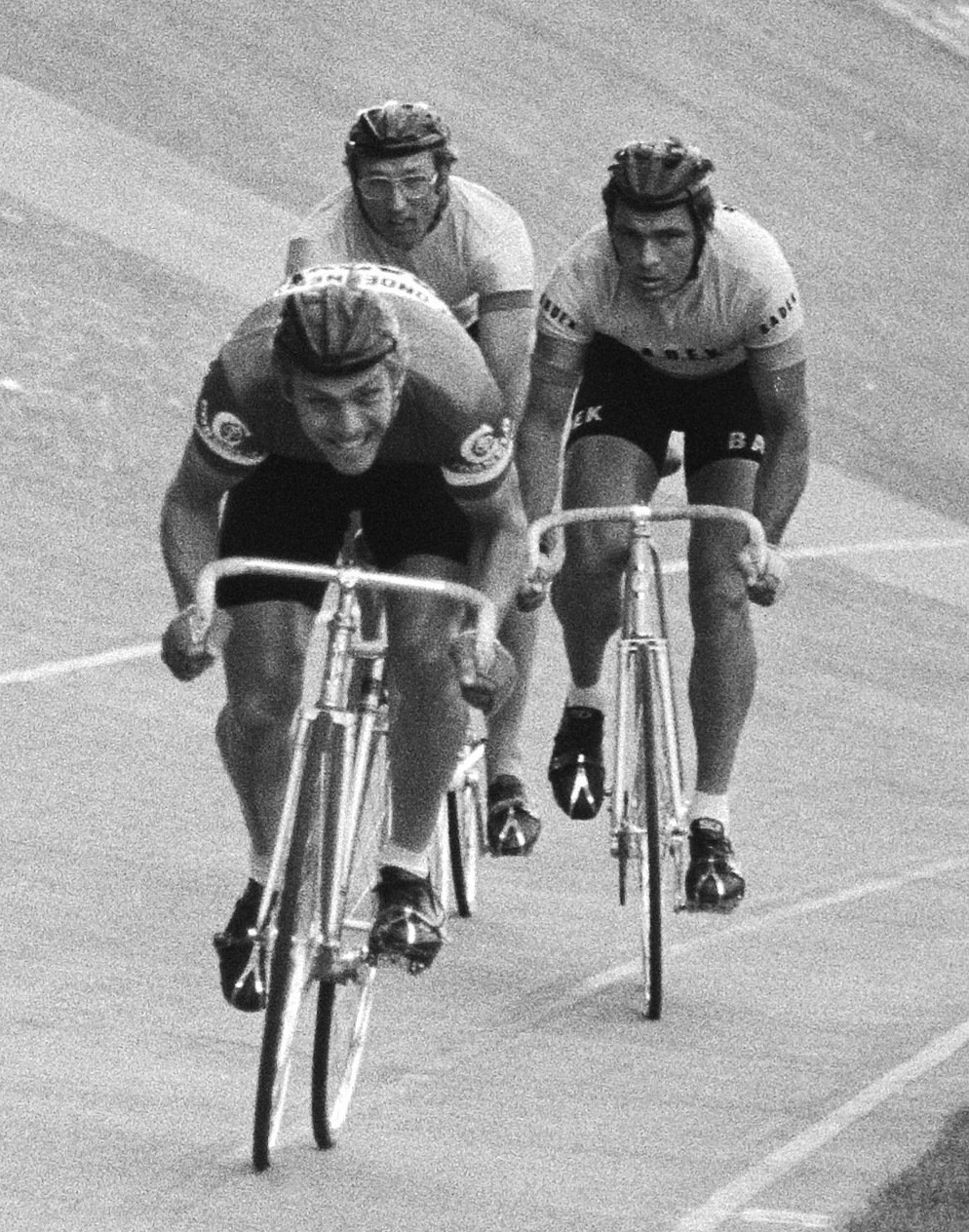
Jan Huisjes 1977

Jan Huisjes (* 21. April 1951 in Hardenberg) ist ein ehemaliger niederländischer Radrennfahrer.
Huisjes gewann als Amateur u. a. 1976 eine Etappe der Olympia’s Tour. Er wurde 1977 Profi und gewann auf der Bahn die niederländische Meisterschaft über 50 km und im Sprint. Im selben Jahr gewann er auf der Straße eine Etappe der Tour de l’Oise et de la Somme. Nach Ablauf der Saison 1978 beendete er seine Karriere.

## Erfolge
1974
- eine Etappe DDR-Rundfahrt

1975
- Dwars door Gendringen

1976
- eine Etappe Ronde van Noord-Holland
- eine Etappe Olympia’s Tour

1977
- Niederländischer Bahn-Meister - 50 km, Sprint (vor Wim De Wilde und Piet van der Touw)
- eine Etappe Tour de l’Oise

## Teams
- 1973: Hebro-Flandria
- 1975: Soka Snack's
- 1976: Soka Snack's
- 1977: De Onderneming-Benco-Mavic
- 1978: TI-Raleigh-Mc Gregor